# نبیل بن یادیر
نبیل بن یادیر (انگلیسی: Nabil Ben Yadir؛ زادهٔ ۲۴ فوریهٔ ۱۹۷۹) کارگردان فیلم، فیلم‌نامه‌نویس و بازیگر مراکشی‌تبار اهل بلژیک است. وی از سال ۲۰۰۱ میلادی تاکنون مشغول فعالیت بوده‌است.
از فیلم‌ها یا برنامه‌های تلویزیونی که وی در آن نقش داشته‌است می‌توان به بارون‌ها و تبر اشاره کرد.